# Informační chudoba
Informační chudoba (anglicky information poverty) je termín z informační vědy, který úzce souvisí s digitální propastí a informační společností. Jedná se o absenci informací, která může být způsobena nedostatkem finančních prostředků k jejich zaplacení, životem v oblasti, kde je přístup k informacím omezen, životem v zemi, ve které informace výrazně omezuje a kontroluje vládnoucí režim či nedostatkem vzdělání nebo informační gramotnosti, která je potřebná ke správné práci s informačními zdroji a k jejich používání.
Za příčinu informační chudoby je v informační společnosti považován příchod ICT, a to především z finančního hlediska (bohatí lidé mají peníze na technologie, které mohou následně využívat k uspokojování svých informačních potřeb). ICT ale rovněž pomáhají rozvojovým zemím dohnat informačně bohatší země, a to především skrze volně přístupné e-časopisy pro chytré telefony.

## Informačně chudý člověk
Je to osoba, která nemá dostatečné schopnosti, dovednosti nebo materiální zázemí k účinnému získávání informací, jejich správnému vyhodnocení a žádoucímu využití. Lidé, kteří jsou informačně chudí, většinou o svém problému nevědí, což znamená, že je obtížné jim poskytnout adekvátní pomoc.

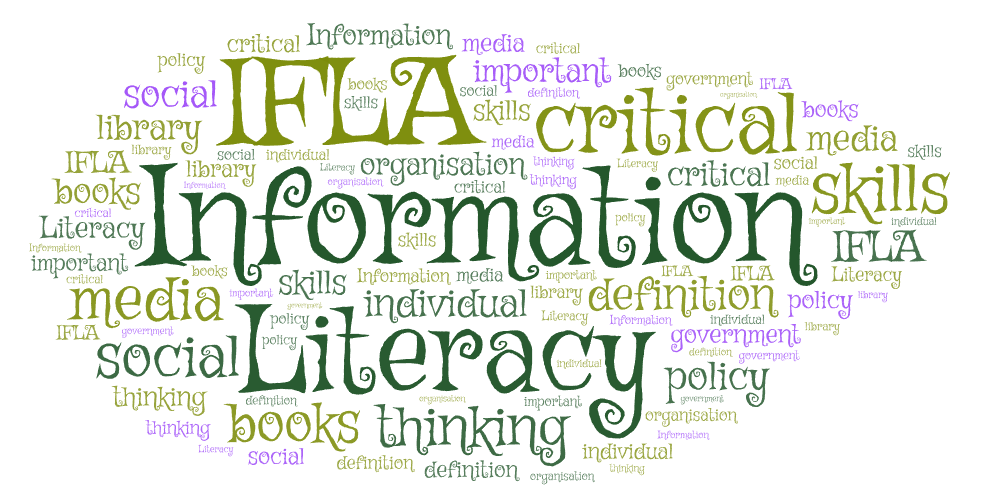
Schéma pojmů z informační vědy, do které spadá i pojem informační chudoba.

## Úrovně informační chudoby
Existuje několik úrovní informační chudoby. První úrovní je macro týkající se společenských, etických a politických zájmů, které mohou udávat informační chudobu. Middle úroveň se zaměřuje na sociální zvyklosti a informační počínání v malých komunitách vedoucích k informační chudobě. Třetí stupeň informační chudoby tedy micro se zabývá dovednostmi jedince v oblasti informační gramotnosti sloužící k analyzování informací.

## Faktory způsobující informační chudobu
Informační chudobu ovlivňuje nesčetné množství faktorů. Velkým problémem, který má vliv na míru informační chudoby, je nedostačující gramotnost, dovednosti k využívání přístupu a posuzování hodnosty informací, neschopnost efektivního myšlení a osvojování jazyka. Tento zmíněný problém se řadí do kategorie lidských a behaviorálních faktorů. Velice negativní dopad má i deficit ve struktuře společnosti nebo pravidla způsobující horší přístup k informacím, noetika, náboženství, přemisťování a stěhování lidí. Dalším důležitým činitelem je tvorba, rozdělování, šíření a spravování informací orientující se na uspořádání a zpřístupnění informací, hodnotu informací nebo finanční výlohy spojené s informacemi. V neposlední řadě se nesmí opomenout faktory mezi něž patří informační a komunikační technologie, infrastruktura, systém, národní a celosvětové směrnice, strategie týkající se informací, živelné pohromy a důvěra spojená s politikou a propagandou.

## Diskurzy
Problematika informační chudoby se týká vícero vědních oborů, každý z nich zkoumá ty specifické oblasti informační chudoby, které jsou pro daný obor stěžejní. S pojmem informační chudoba souvisí i pojem informačně chudí. Ke správné analýze této nové společenské skupiny jako nástroj slouží pojmenování diskurzů.

### Společenský nedostatek a pracovní problém
Informační chudoba jako taková se netýká pouze jednotlivců, nýbrž se jedná o problém společnosti jako celku. S tím jsou spojené potencionální hrozby a rizika, která by v této souvislosti mohla vzniknout. Podle studie Genieho Stowerse z roku 2002 e-government využívá převážně střední třída obyvatel, která má jednodušší přístup k technologiím a informacím s nimi spjatými. Paul Jeager a Kim Thompsonová tvrdí, že informační chudoba je způsobena přenášením osobních zkušeností do představ o reálném světě, který se bere jako celek. Z tohoto plyne určitá forma zobecnění, která vede k demokratickému deficitu (např. nevyužívání veřejných služeb a služeb e-governmentu). Jedná se o problém, který sahá jak do sociální, tak politické oblasti. Tímto problémem by se měli zabývat státní politiky všech zemí. Z toho vyplývá, že by se státy měli snažit o co nejstabilnější a nejpropracovanější vzdělávací politiku, která bude podporovat informační gramotnost u občanů.

Graf popisující rozdíl úrovně počítačové a informační gramotnosti mezi chlapci a dívkami.

### Ekonomický determinismus
Podle Roberta Reicha dojde ke změně v oblasti informační společnosti tím způsobem, že se promění ve společnost, která bude mít novou stratifikaci povolání či dojde ke změně v oblasti struktury firemní organizace. V současné době také dochází ke změně rozložení zaměstnanců a profesí (v 19. st. převládalo zemědělství, ve 20. st. převládal průmysl a v současnosti dominují služby). Pojem informační chudoba v rámci ekonomiky znamená ekonomická chudoba. Ve státech a potažmo společnostech, kde jsou lepší podmínky pro dostupnost technologií a informací, kde je rozvinutější informační průmysl, je i ekonomická a politická stabilita a prosperita. Ve státech s méně rozvinutým informačním průmyslem platí opačný efekt.

### Technologický determinismus a informační společnost
Základní myšlenkou tohoto diskurzu je informační chudoba, která je determinování technologickými hledisky. Jan van Dijk ve svých publikacích z roku 2005 a 2013 pojednává o čtyřech pramenech informační chudoby. Jedná se o problémy spojené s ekonomickou situací člověka (nemožnost pořídit si potřebné vybavení), s nedostatkem digitálních kompetencí (neschopnost používat technologie).
Jednou z dalších příčin, které způsobují informační chudobu je psychologický faktor. Existují psychologické zábrany související se strachem ohledně moderních technologií, které v člověku vyvolávají odpor vůči jejich používání. Za předpokladu, že člověk nechce tímto způsobem ohrozit své sociální postavení, nemá jinou možnost než se v používání technologií edukovat.

### Historizace informačně chudých a návrat ke kořenům veřejné knihovny
Tento typ diskurzu se týká především knihovnictví, avšak zasahuje i do jiných odvětví např. do sociální pedagogiky.  Od 19. st. začaly vznikat veřejné knihovny, které měli především fungovat jako sociální služba. Jejich prioritou bylo umožňovat chudým lidem a dělníkům lepší přístup k informacím. V moderní době narůstá počet lidí, kteří jsou informačně chudí a podle Anthonyho Mckeowna by knihovny měly tuto pozici zastávat i v dnešním světě, aby pomohly tento problém odbourávat.

### Odpovědnost profese a morální povinnost
Diskurz odpovědnosti profese a morální povinnosti se značně promítá do praxe intervence. Knihovny přistupují k definování své vlastní identity různými způsoby, existuje více možností, jak o této identitě diskutovat nebo ji chápat. Důležitým prvkem této identity je otázka sociální orientace, tedy toho, jak knihovny reflektují a naplňují svou společenskou odpovědnost. Mezi těmito různými pohledy na identitu knihoven nemusí být ten sociálně orientovaný (tj. na sociální aspekty a potřeby ve společnosti) dominantní. Jinými slovy, i když některé knihovny mohou klást důraz na sociální rozměr své role, nemusí to být přístup, který převažuje nebo dominuje mezi všemi knihovnami. Existuje prostor pro různorodost v tom, jak knihovny vnímají a naplňují svou identitu. Tato perspektiva tak odkazuje na konkrétní morální povinnost nebo zodpovědnost, kterou mají knihovny v sociálním kontextu.